# Мелетопулос (канонерская лодка)
 Капитан 1-го ранга М. Мелетопулос (греч.  Πλοιάρχος Μ. Μελετόπουλος ), изначально американский PGM-22, до того американский PC 1553 — греческая канонерская лодка. Приняла участие в Гражданской войне в Греции. Принадлежала к группе 24 американских сторожевых артиллерийских катеров типа PGM-9 (англ. PGM-9 class motor gunboats), в свою очередь выделенных из большой серии (343 единицы) американских охотников типа PC-461 (англ. PC-461 class submarine chasers).

## В составе флота США
Канонерская лодка  Капитан 1-го ранга М. Мелетопулос была построена на верфи  Deloe Shipbuilding, Bay city, Mich.
Спуск состоялся 19 декабря 1943 года.
В составе американского флота с 22 августа 1944 года.
Первоначально корабль принадлежал серии охотников класса PC-461, но затем, в числе 24 кораблей серии, прошёл модификацию и был переведен в серию канонерок класса PGM-9 (PGM-9 class motor gunboats).
6 сентября 1947 года, в разгар Гражданской войны в Греции, корабль, в числе ещё 5 однотипных кораблей, был передан королевскому военно-морскому флоту Греции.

## В составе королевского флота Греции
Греческий флаг был поднят 11 декабря 1947 года в Норфолке.
Корабль прибыл на основную базу греческого флота на острове Саламин 11 мая 1948 года.
Корабль получил имя капитана госпитального судна «Аттика» Димитриоса Мелетопулоса, погибшего вместе с судном в проливе Кафиреас 11 апреля 1941 года, после бомбёжки госпитального судна немецкой авиацией.
Одновременно королевский флот принял ещё 5 однотипных корабля: «Блессас », «Пезопулос», «Хадзиконстандис», «Ласкос» и «Арсланоглу».
Все канонерские лодки серии, в силу изрезанности береговой линии Греции, были задействованы для огневой поддержки королевской армии, в военных действиях против партизан Демократической армии.
По окончании гражданской войны канонерки серии использовались для патрулирования вокруг островов восточной части Эгейского моря и Додеканеса.
Корабль был выведен из состава флота 1 февраля 1971 года.